# Олександрівський гідрологічний заказник
Олекса́ндрівський зака́зник — гідрологічний заказник місцевого значення в Україні. Об'єкт природно-заповідного фонду Сумської області.
Розташований у межах Краснопільського району Сумської області, на північ від села Олександрія (при кордоні з Росією).
Площа 87 га. Статус надано згідно з рішенням облвиконкому від 21.12.1983 року № 407. Перебуває у віданні Миропільської сільської ради.
Статус надано для збереження водно-лучно-болотного природного комплексу на лівобережній заплаві річки Псел.